# Nemeritis lativentris
Nemeritis lativentris là một loài tò vò trong họ Ichneumonidae.